# 侯覽
侯覽（?—172年），山陽防東人(今山東單縣)，東漢時的宦官，以诛梁冀功进封高乡侯。

## 生平
於漢桓帝初期任中常侍，延熹年间，捐五千匹细绢，赐爵关内侯。曾用度尚管理田地。

### 诛梁冀
後來參與桓帝與單超打擊外戚梁冀勢力的鬥爭，封鄉侯。得勢後，四處搜括民脂民膏，又侵占他人祖墳房屋。
史弼担任河东太守时，朝廷下诏书要求举荐孝廉。侯覽让诸生拿着推荐信去找史弼。史弼拒绝见。诸生以其他理由如见，拿出侯览的推荐信。史弼大怒斥责这种请托行为，把诸生抓入狱拷打致死。侯览非常怨恨，就诬陷史弼诽谤。用囚车把他抓到京城关入廷尉诏狱，判决:减死罪一等。史弼服刑满后回归乡里称病不出。
侯览之兄侯参为益州刺史，在当地侵吞富户财产。太尉杨秉上告侯参，后者自杀。京兆尹袁逢检查赃物，不可胜数。侯览因此连坐免官，不久又恢复原职。
後來督郵張儉多次上書告發，相關文件皆被侯覽扣押，侯覽更誣蔑張儉結黨營私，張儉被判死刑，除張儉外，他還迫害長樂少府李膺及太僕杜密等人。
熹平元年（172年），朝廷檢舉侯覽的罪行，收回他的印绶。侯覽因此畏罪自殺，党羽免官。

## 家族
- 其母被山陽張儉所殺[1]。

## 延伸阅读
[在维基数据编辑]
 《後漢書·卷78》，出自范晔《後漢書》